# Нзинга Мбанди Нгола
Нзинга Мбанди Нгола или Нжинга Мбанди Нгола (англ. Nzinga (Njinga) Mbande Ngola), после принятия христианства — донна Анна де Соуза (1582 — 17 декабря 1663) — правительница (нгола) государств Ндонго (Ангола) с 1624 и Матамба с 1631 года.

## Биография
Нзинга Мбанди Нгола родилась в 1582 году, она была дочерью правителя (нгола) Ндонго Мбанди а Нгола и его любимой наложницы по имени Кенгела ка Нкомби. Отец любил Нзингу больше, чем других своих детей за «живой и глубокий ум». Живший при дворе Ндонго отец-капуцин Джованни Кавацци, писавший о последующей жестокости Нзинги, объяснял это тем, что её воспитательницей была «злобная женщина», «чёрное исчадие ада», с детства привившая ей сильнейшую преданность языческим божествам. Когда в начале 1617 года отец Нзинги умер, правителем Ндонго стал её брат Нгола Мбанди, который первым делом решил отделаться от возможных претендентов на верховную власть и начал с сына Нзинги, которого, по одной из версий, приказал сварить в чане с кипящей водой. Нзинга поклялась, что никогда не простит этого брату и составила против него заговор, который не увенчался успехом и Нзинга была сослана в отдалённую область. 
В 1621 году Нгола Мбанди послал её на переговоры с португальцами. Во время переговоров она обнаружила незаурядный дипломатический талант и добилась от португальцев признания Нгола Мбанди в качестве союзного короля, имевшего равный статус с другими независимыми монархами, а также обещания помочь изгнать из Ндонго воинственное племя Яга, обязавшись, в свою очередь, вернуть португальцам их рабов. 
В 1624 году Нгола Мбанди умер, после чего Нзинга захватила власть в Ндонго, расправившись с членами королевской фамилии, недовольными ее действиями. 
Захватив в свои руки власть, Нзинга, незадолго перед тем, из политических соображений, принявшая крещение под именем Анна (в честь жены португальского губернатора), стала стремиться к уничтожению могущества португальцев в южной Африке.
Объединившись с голландцами, вторгшимися в португальскую Анголу, воинственными племенами яга и королём Конго, она в 1624 году напала на португальцев и разбила их (в Луанде было сожжено 6 португальских кораблей). 
В 1648 году дон Салвадор Корреа де Са нанёс поражение голландцам и дошёл до центра владений Нзинги. Королева долго продолжала неравную борьбу, и в апреле 1657 году был подписан мирный договор с португальцами, признававший реку Лукалу границей между Матамбой и португальской Анголой. Так Нзинга фактически сумела сохранить Матамбу как почти независимое государство. 
Нзинга запретила полигамию, основала большой город, который хотела сделать своей столицей.
Нзинга правила 40 лет, из которых 31 год провела в войнах с португальцами и их союзниками. Последние семь лет своей жизни она сохраняла торговые отношения с португальцами и разрешала деятельность португальских миссионеров.
Нзингу упоминает в «Философии в будуаре» маркиз де Сад, приписывая ей содержание мужского гарема, членов которого она якобы казнила после единственной проведённой с ней ночи.